# جیرا (اندیکا)
جیرا یک منطقهٔ مسکونی در ایران است که در دهستان چلو واقع شده‌است. براساس سرشماری مرکز آمار ایران در سال ۱۳۹۵، این روستا کمتر از سه خانوار جمعیت داشته‌است.